# در چشمانت (فیلم)
در چشمانت فیلمی آمریکایی در ژانر ماورا الطیبعه، عاشقانه محصول ۲۰۱۴ به کارگردانی برین هیل بر اساس فیلم‌نامه‌ای از جاس ویدون، با بازی بازیگرانی چون زویی کازان، مایکل استال دیوید، نیکی رید، استیو هریس و مارک فیورستین. این فیلم دومین محصول کمپانی نوظهوربل‌وتر پیکچیر است. این فیلم در دو ایالت نیومکزیکو و نیوهمپشایر در زندگی دیلن و ربکا کنکاش می‌کند. آنها که در دو گوشه آمریکا زندگی می‌کنند با وجود مسافت زیاد و بدون شناخت از هم، یکدیگر را حس می‌کنند و قادر به احساس هم هستند.
این فیلم در سال ۲۰۱۴ موفق شد تا عنوان برترین فیلم جشنواره ترایبکا را به خود اختصاص دهد و بلافاصله پس از آن اکران عمومی شد.

## خلاصه
هنگامیکه ربکا نوجوان در حال سورتمه کردن بود به درختی برخورد کرد و دیلن که در آن زمان در گوشه دیگری از آمریکا سر کلاس درس بود به زمین افتاد و برای اولین بار بدون اینکه بداند چرا؟ از روی صندلی به زمین افتاد.

## بازیگران
- زویی کازان در نقش ربکا پورتر[۲]
- مایکل استال دیوید در نقش دیلن[۳]
- نیکی رید در نقش دانا[۴]
- استیو هریس در نقش گیدون[۵]
- مارک فیورستین در نقش فیلیپ پورتر[۶]
- استیو هووی در نقش بو[۷]
- دیوید گالاگر در نقش لایل[۵]
- مایکل یه‌با در نقش افسر پلیس[۵]
- رید برینی در نقش دکتر مینارد[۵]
- جو انگری در نقش واین[۵]
- تامارا هیکی در نقش دوروتی[۵]
- جنیفر گری در نقش دایان[۸]

ابتدا قرار بود نقش اول فیلم را ابیگیل اسپنسر بازی کند که بعد تغییر کرد و این نقش به کازان سپرده شد.

## تولید

### پخش خانگی
در چشمانت پس از اکران در ۱۰ فوریه ۲۰۱۵ روی دی وی دی نیز منتشر شد و به شبکه خانگی راه پیدا کرد.